# Gosau
Gosau là một đô thị ở district of Gmunden bang Oberösterreich, nước Áo. Đô thị này có diện tích 113,4 km², dân số thời điểm ngày 31 tháng 12 năm 2005 là 1908 người.
Gosau toạ lạc dọc theo suối Gosaubach trong vùng Salzkammergut. Trung tâm thị trấn có độ cao 767 mét trên mực nước biển.
Trước đây, kinh tế địa phương dựa vào khai thác muối mỏ và lâm nghiệp nhưng ngày nay du lịch là nguồn thu nhập chính dù chăn nuôi gia súc cũng có vai trò quan trọng.
Hội đồng địa phương Gosau có 35 thành viên.